# 中央军委后勤保障部财务局
中央军委后勤保障部财务局，位于北京市，是中央军委后勤保障部下属局，为主管财务的业务部门。业务上受中华人民共和国财政部指导。

## 沿革
1950年6月，成立中央人民政府人民革命军事委员会总后方勤务部财务部，历任部长为周玉成、汤平。1954年1月，改隶中央人民政府人民革命军事委员会直接领导，称中央人民政府人民革命军事委员会财务部。1954年10月，改称中国人民解放军财务部，部长为杨立三。1955年8月，改为中国人民解放军总财务部，成为八总部之一，部长为余秋里。1957年5月10日，中央军委通知，自同年5月15日起，总财务部重新并入总后方勤务部。财务部自此回归总后方勤务部建制，称中国人民解放军总后方勤务部财务部。1960年4月起,改称中国人民解放军总后勤部财务部。
1969年6月13日，中央军委办事组公布总参谋部、总后勤部机关精简整编方案。1969年8月23日，总后勤部财务部、军需部、物资部与运输部的油料运输部分合并为中国人民解放军总后勤部供应部。1975年8月17日，总后勤部供应部解散，成立中国人民解放军总后勤部财务物资部、中国人民解放军总后勤部军需部。
1978年1月18日，中共中央军委决定将财务物资部分成中国人民解放军总后勤部财务部、中国人民解放军总后勤部物资部、中国人民解放军总后勤部油料部。1978年3月1日，总后勤部财务部正式办公。
2016年改革前，总后勤部财务部下设有：综合计划局、工薪福利局、会计局、事业财务局、军产工程财务局、军人保险局等部门。
在深化国防和军队改革中，2016年1月中国人民解放军总后勤部撤销，组建中央军委后勤保障部。中国人民解放军总后勤部财务部改组为中央军委后勤保障部财务局。

## 历任局长
中央人民政府人民革命军事委员会总后方勤务部财务部部长
- 周玉成（1950年1月—1950年11月）
- 汤平（1950年11月—1953年10月）

中国人民解放军总后勤部财务部部长
- 汤平 中将（1957年5月15日—1962年10月）（1960年4月前为中国人民解放军总后方勤务部财务部部长）
- 范惠 大校（1962年10月—1969年8月）

中国人民解放军总后勤部供应部部长
- 王希克（1969年9月28日-1971年9月30日，总后勤部副部长兼）

中国人民解放军总后勤部财务物资部部长
- 殷希彭（1975年7月-1978年3月）

中国人民解放军总后勤部财务部部长
- 宋西侯（1978年4月—1982年8月）
- 蔡世钊（1982年8月—1982年12月23日）
- 张彬（1983年3月—1985年3月）
- 蒋胜祥 少将（1986年10月—1991年11月）
- 孙志强 少将（1991年11月—1999年12月）
- 丁继业 少将（1999年12月—2007年12月）
- 孙黄田 少将（2007年12月—2012年）
- 戴忠义 少将（2012年12月—2016年）[8]

| 中央军委后勤保障部财务局局长 - 庄炳坤 少将（2017年—） | 中央军委后勤保障部财务局副局长 - 陈宏林 大校（2016年—） |